# Aaron Holiday

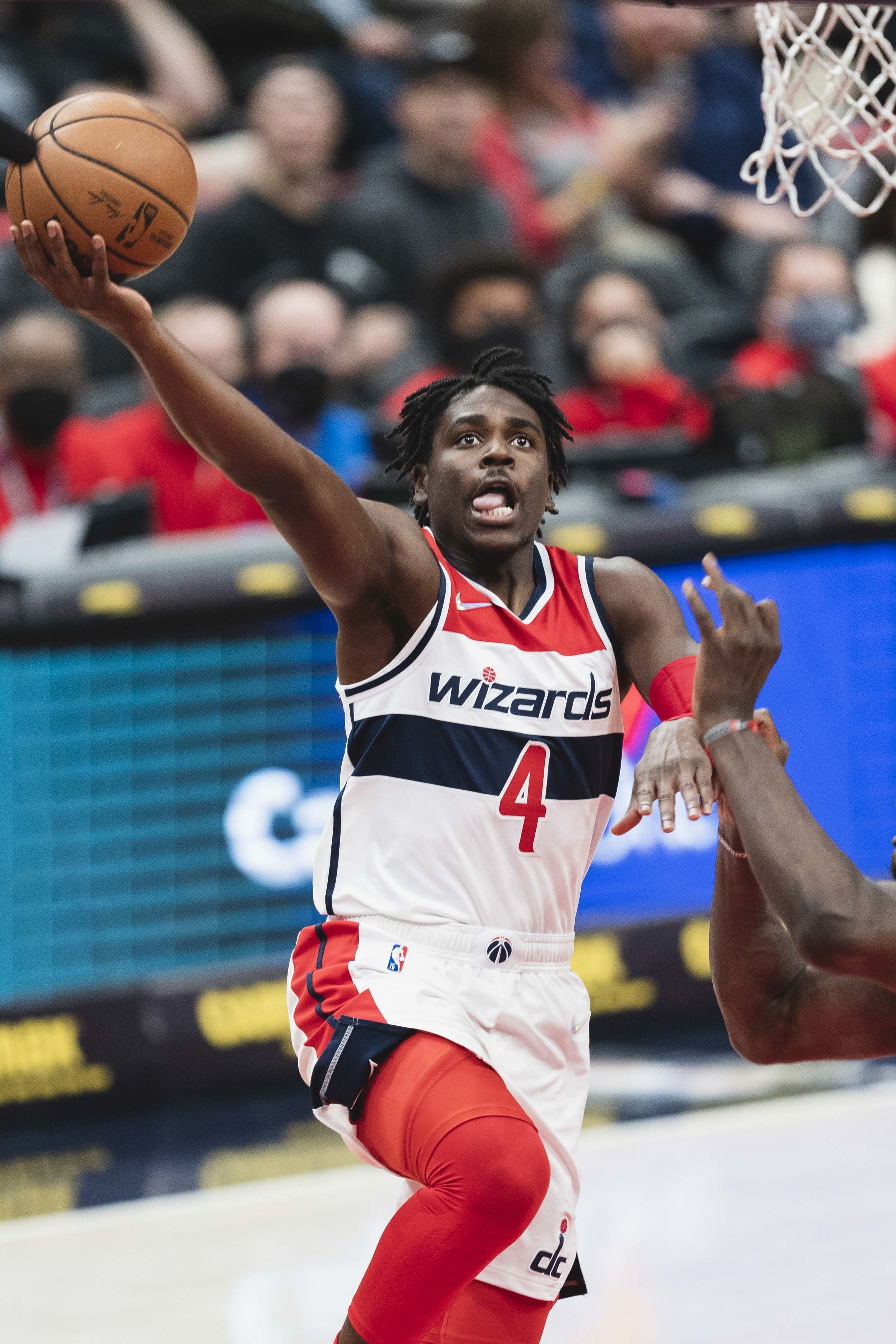
Aaron Holiday, 2021.

Aaron Shawn Holiday, född 30 september 1996 i Chatsworth (Los Angeles) i Kalifornien, är en amerikansk professionell basketspelare (PG) som spelar för Houston Rockets i National Basketball Association (NBA). Han har tidigare spelat för Indiana Pacers, Washington Wizards, Phoenix Suns och Atlanta Hawks.
Holiday draftades av Indiana Pacers i första rundan i 2018 års draft som 23:e spelare totalt.
Innan han blev proffs studerade Holiday på University of California, Los Angeles och spelade för deras idrottsförening UCLA Bruins.
Han är bror till Jrue Holiday och Justin Holiday samt svåger till Lauren Holiday.